# پلواگه
پلواگه (به ایتالیایی: Ploaghe) یک کومونه در ایتالیا است که در استان ساساری واقع شده‌است. پلواگه ۹۶٫۱ کیلومتر مربع مساحت و ۴٬۷۸۱ نفر جمعیت دارد.

## نگارخانه

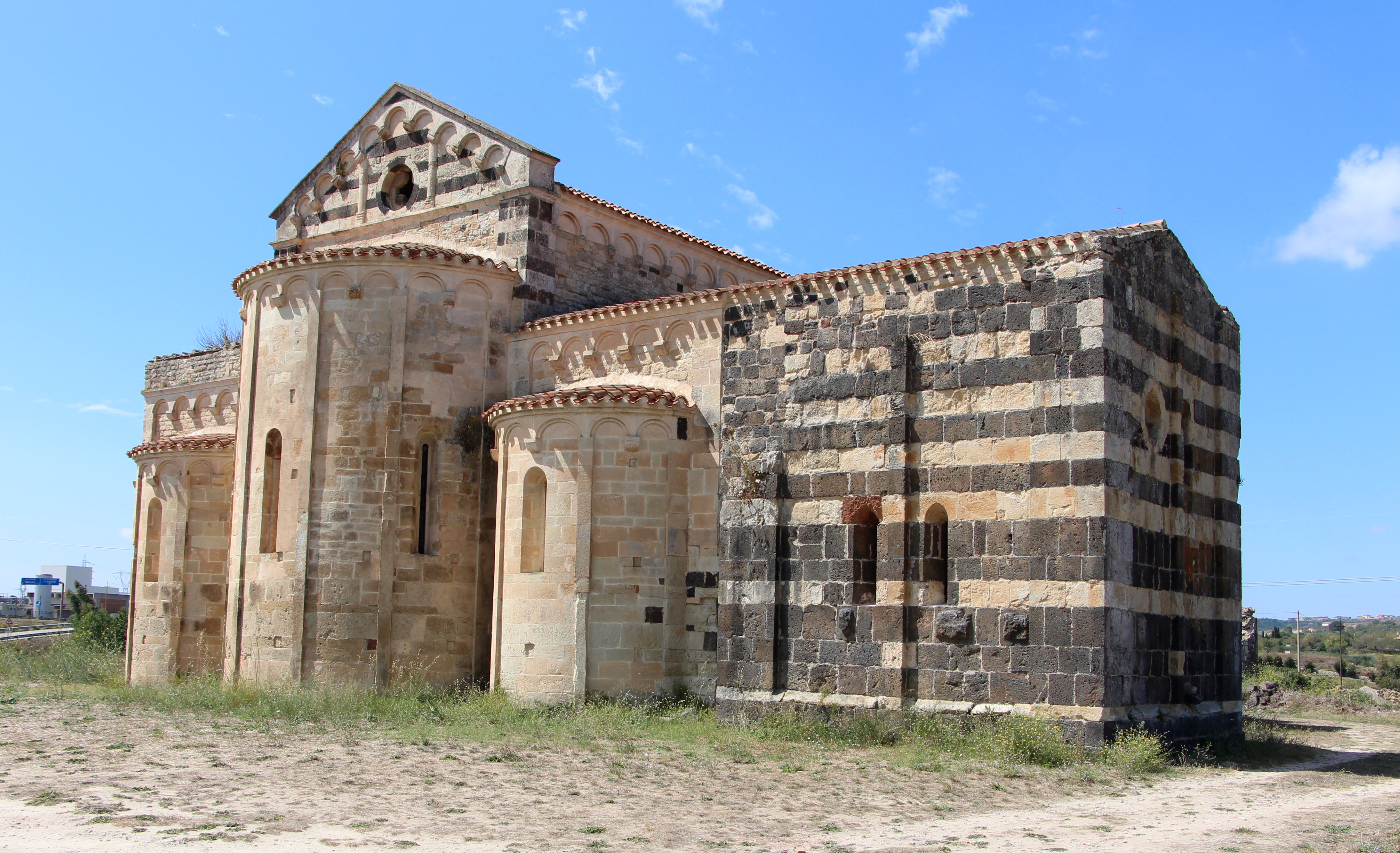
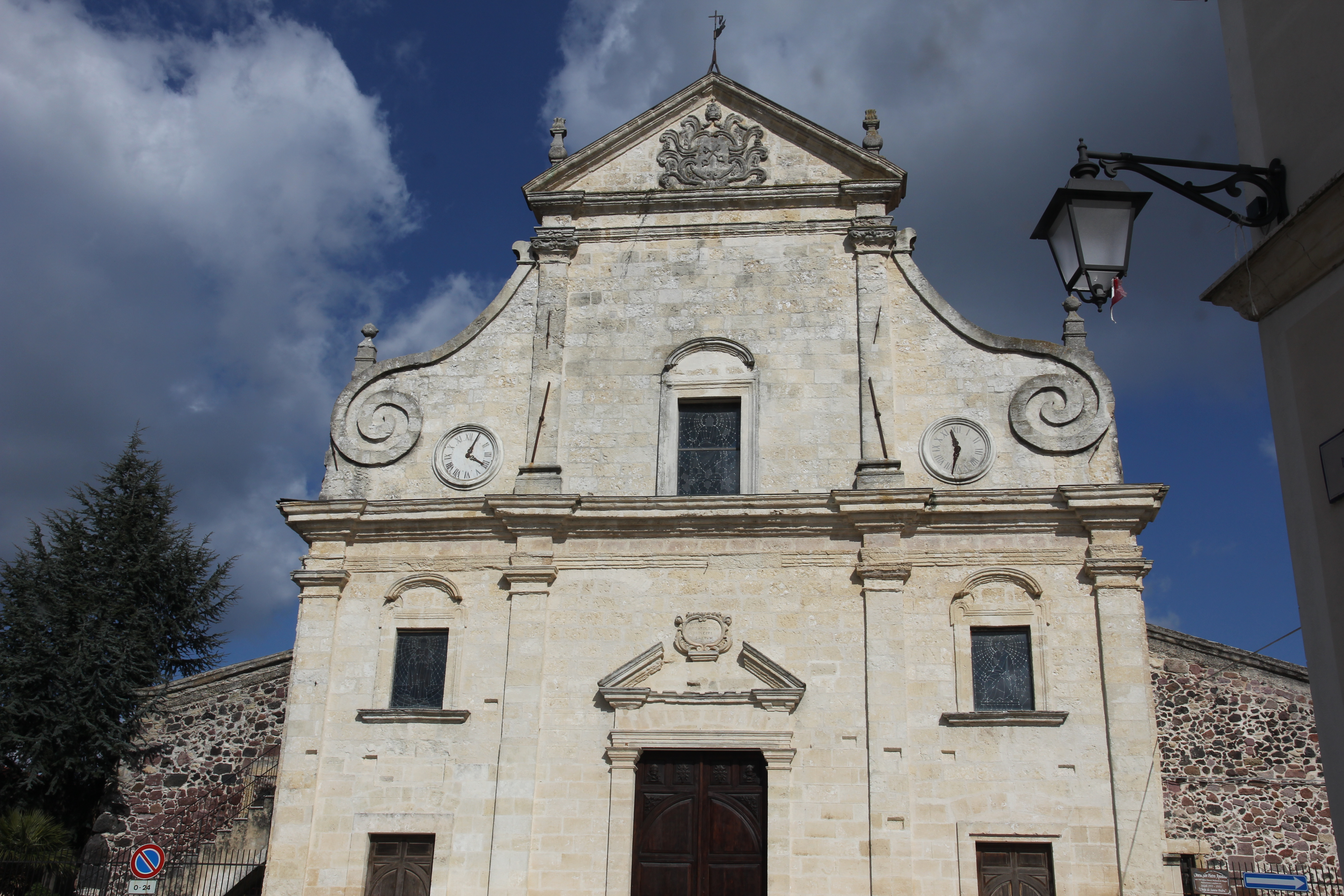
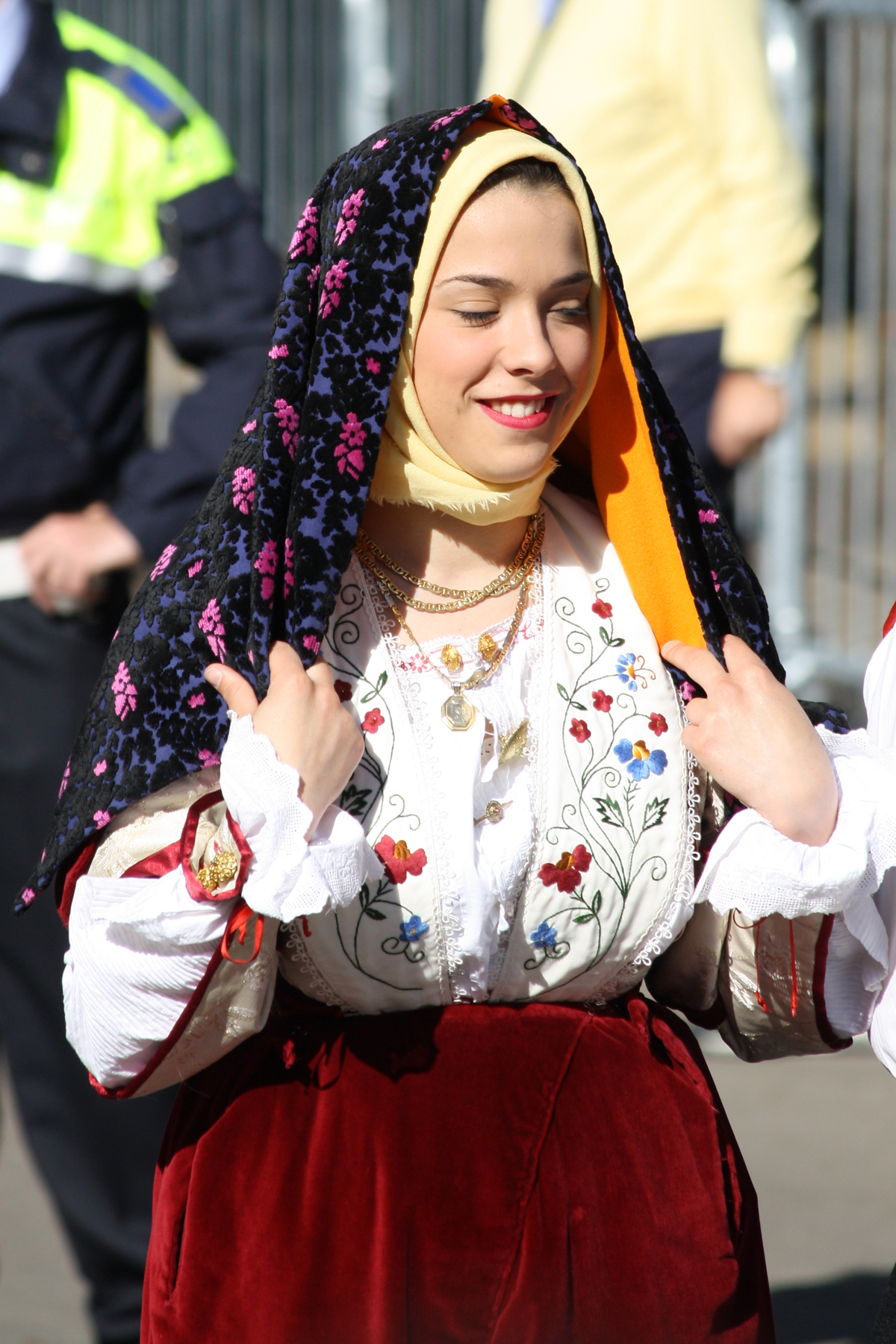
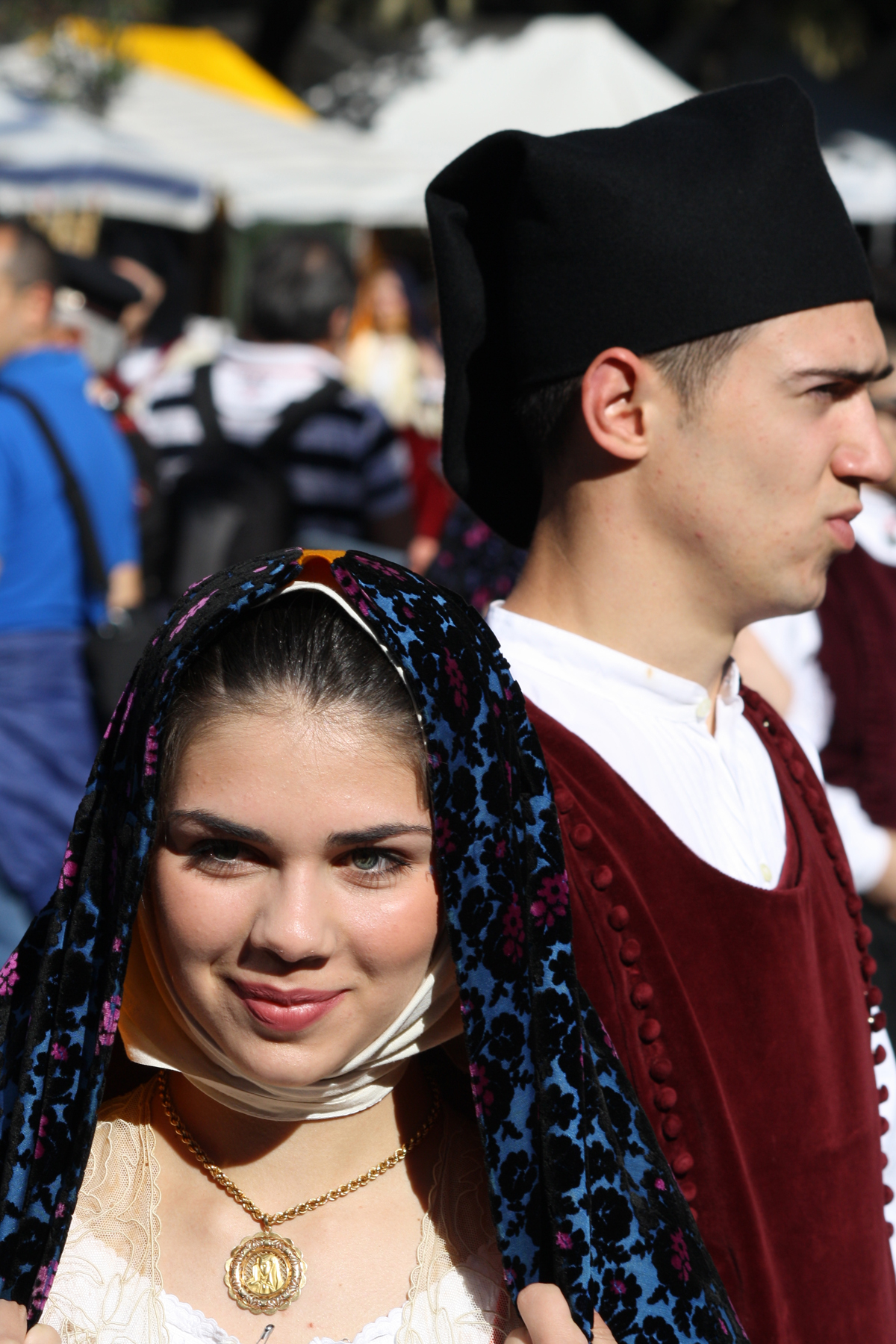
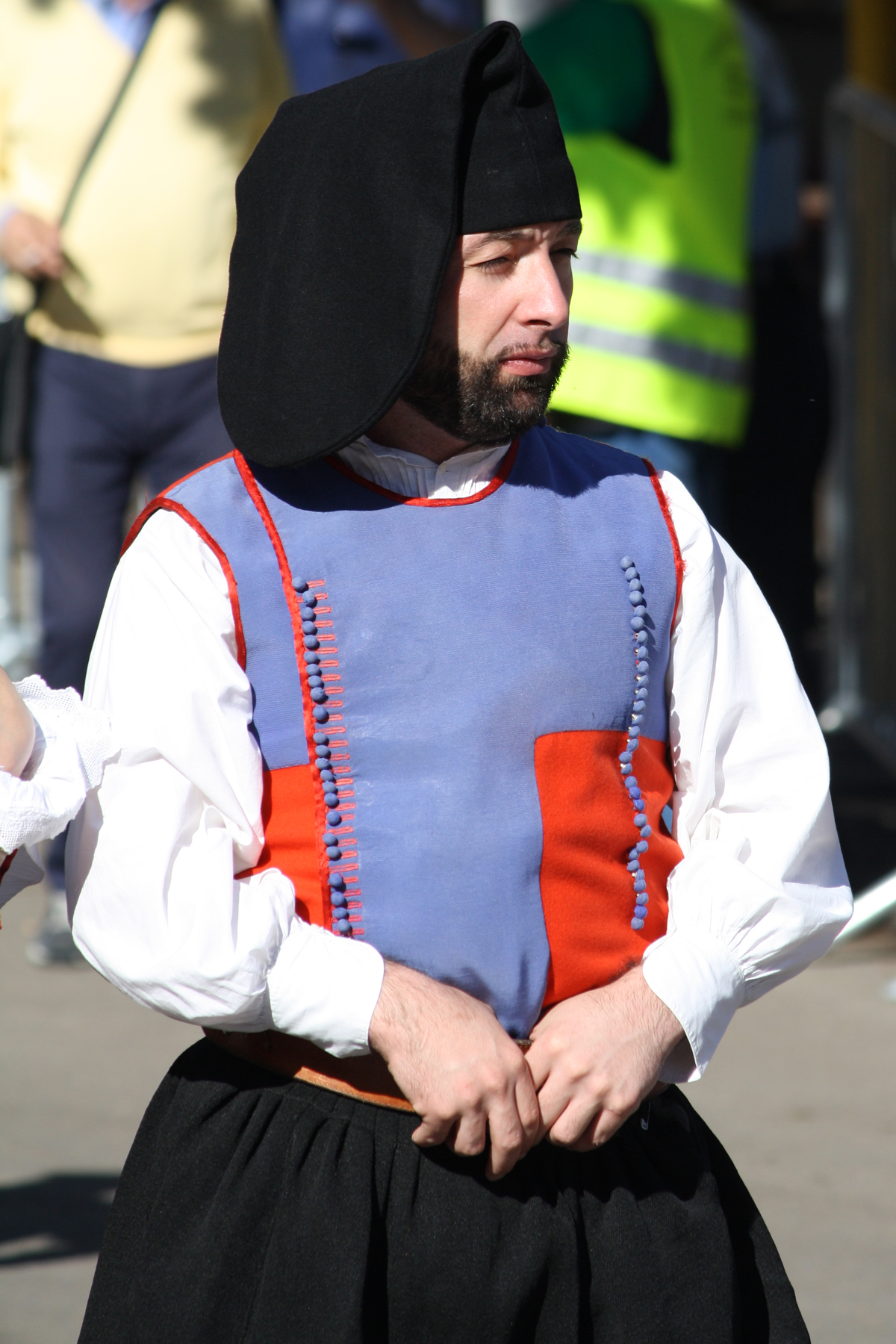
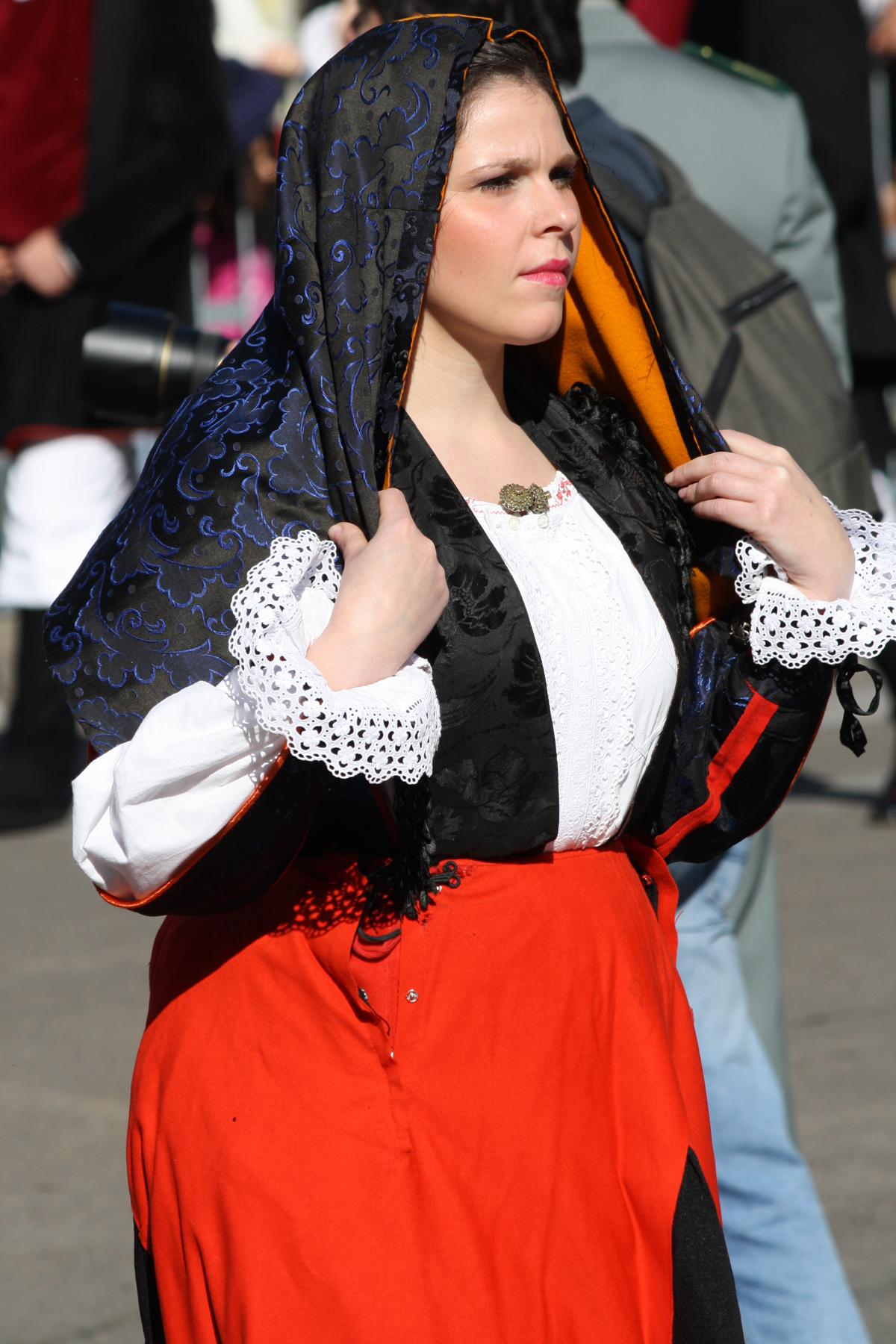